# Ewa Lewicka-Banaszak
Ewa Lewicka-Banaszak (ur. 20 marca 1951 w Hradcu Králové) – polska działaczka związkowa i gospodarcza, była wiceminister pracy.

## Życiorys
Ukończyła w 1975 studia w Instytucie Socjologii Uniwersytetu Warszawskiego.
Rok wcześniej wstąpiła do PZPR, do której należała do 1981, od 1980 działała w „Solidarności”. W latach 1975–1982 pracowała w instytutach Polskiej Akademii Nauk, następnie w Młodzieżowej Agencji Wydawniczej i redakcji periodyku „Praca Socjalna”. Pod koniec lat 80. była pracownikiem naukowym w Szkole Głównej Planowania i Statystyki.
Od 1989 pozostawała etatowym działaczem związkowym. Była m.in. wiceprzewodniczącą zarządu Regionu Mazowsze NSZZ „S”, jak też członkiem prezydium Komisji Krajowej. Przez kilkanaście lat zasiadała w radzie nadzorczej Fundacji „Mazowsze”. W latach 1997–2001 w rządzie Jerzego Buzka zajmowała stanowisko sekretarza stanu w Ministerstwie Pracy i Polityki Socjalnej (z ramienia Akcji Wyborczej Solidarność), była także pełnomocnikiem rządu ds. reformy zabezpieczenia społecznego, wchodzącej w skład pakietu programu czterech reform.
Od 2002 pełniła funkcję prezesa Izby Gospodarczej Towarzystw Emerytalnych. Uzyskała także członkostwo w Amnesty International.